# Meuzac

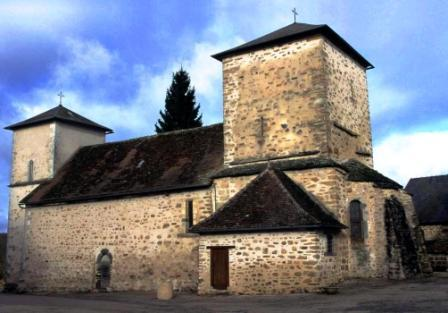
Kerk

Meuzac is een gemeente in het Franse departement Haute-Vienne (regio Nouvelle-Aquitaine) en telt 691 inwoners (1999). De plaats maakt deel uit van het arrondissement Limoges.

## Geografie
De oppervlakte van Meuzac bedraagt 44,3 km², de bevolkingsdichtheid is 15,6 inwoners per km².
De onderstaande kaart toont de ligging van Meuzac met de belangrijkste infrastructuur en aangrenzende gemeenten.

## Demografie
Onderstaande figuur toont het verloop van het inwonertal (bron: INSEE-tellingen).